# Cantuaria prina
Cantuaria prina là một loài nhện trong họ Idiopidae.
Loài này thuộc chi Cantuaria. Cantuaria prina được Raymond Robert Forster miêu tả năm 1968.